# Дъска за плуване
Дъска за плуване е приспособление за плуване, изработено от пластмаса или стирофом (по-точно полиетилен или полистирол). Използва се най-вече при млади плувци за усъвършенстване на движенията на краката и тяхното заякване. Може да се употребява при всички стилове. Обикновено дъските имат две дупки за ръцете. Съществуват противоречиви мнения за това дали дъските за плуване наистина спомагат за усъвършенстване на движенията или са по-скоро пречка, ограничение за тези движения. Големината на дъските най-често е 300х40х450 милиметра. Те също могат да се използват и за водна гимнастика, упражнения и рехабилитация. Те могат да бъдат с различни цветове и картинки, които не възпрепятстват децата да ги използват.